# Polytrichaceae
Famille
Les Polytrichaceae sont une famille de mousses acrocarpes contenant 35 genres d'après Tropicos. Elle est répartie dans le monde entier.

## Description
C'est une famille de mousses acrocarpes non ramifiées, et de taille variable. Les feuilles sont caractéristiques, composées le plus souvent d'une très large nervure et de quelques rangées de cellules de limbe. La nervure est couverte de lamelles chlorophylliennes disposées dans le sens de la feuille. Ces lamelles permettent d'augmenter par 6 la surface de la feuille au contact de l'air, facilitant ainsi les échanges de CO2 avec l'air ambiant. En effet, dans les contextes ensoleillés le facteur limitant la photosynthèse pour les bryophytes est l'accès au CO2. Ainsi les Polytrichaceae sont mieux équipées pour effectuer la photosynthèse dans les habitats lumineux.

Ce système se retrouve chez d'autres espèces de la famille des Potiaceae, comme Pterygoneurum. Chez cette dernière les lamelles sont peu nombreuses et la capsule ne présente pas de péristome. Les espèces du genre Aloina ou Crossidium présentent des filaments sur la feuille lui donnant un aspect semblable à celles des Polytrichaceae. Mais ce sont bien des filaments isolés et non pas des lamelles.

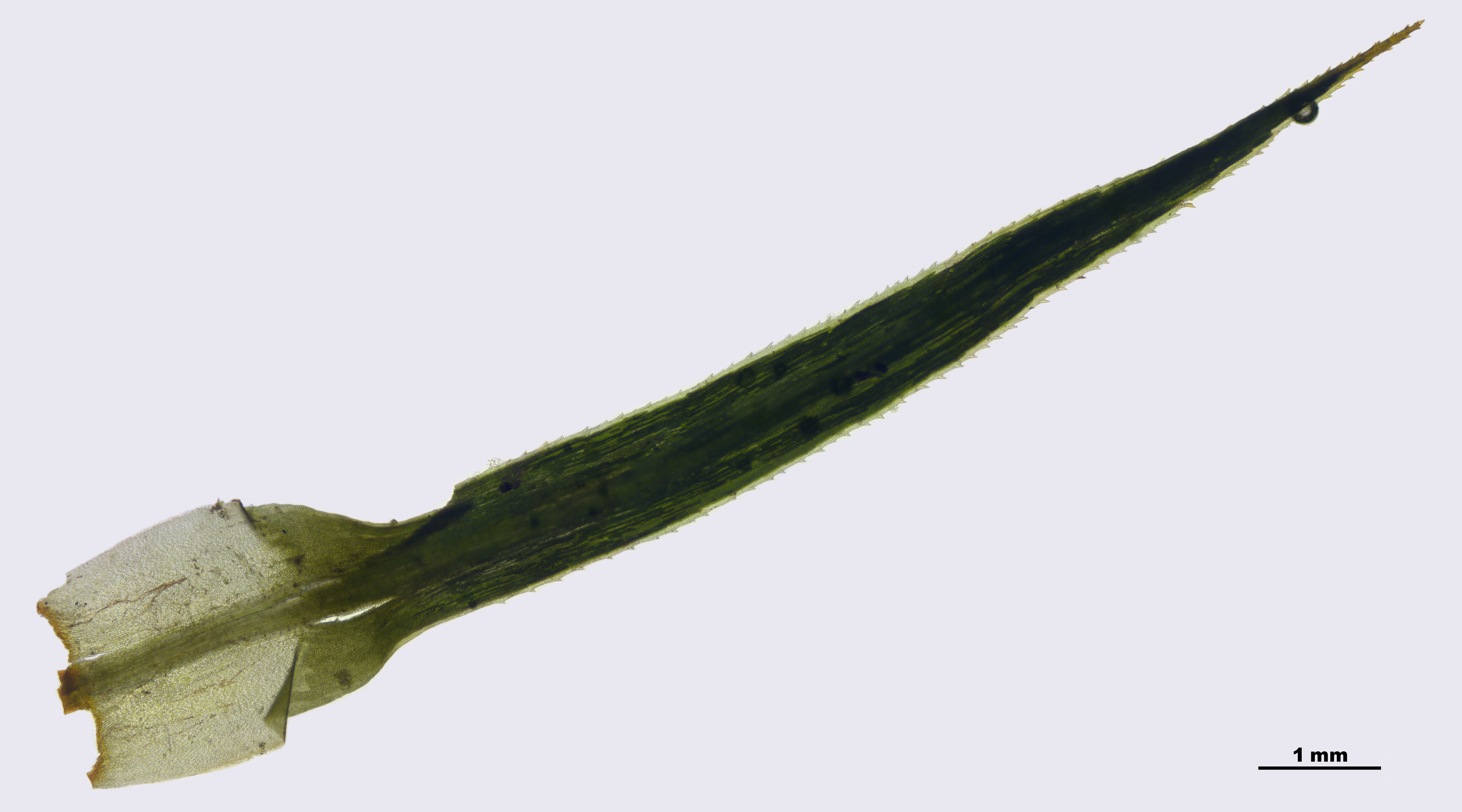
Feuille de Polytrichum formosum, laissant apparaitre la base transparente, composée d'un limbe unistratifié, puis les lamelles rendant opaque la majorité de la feuille.
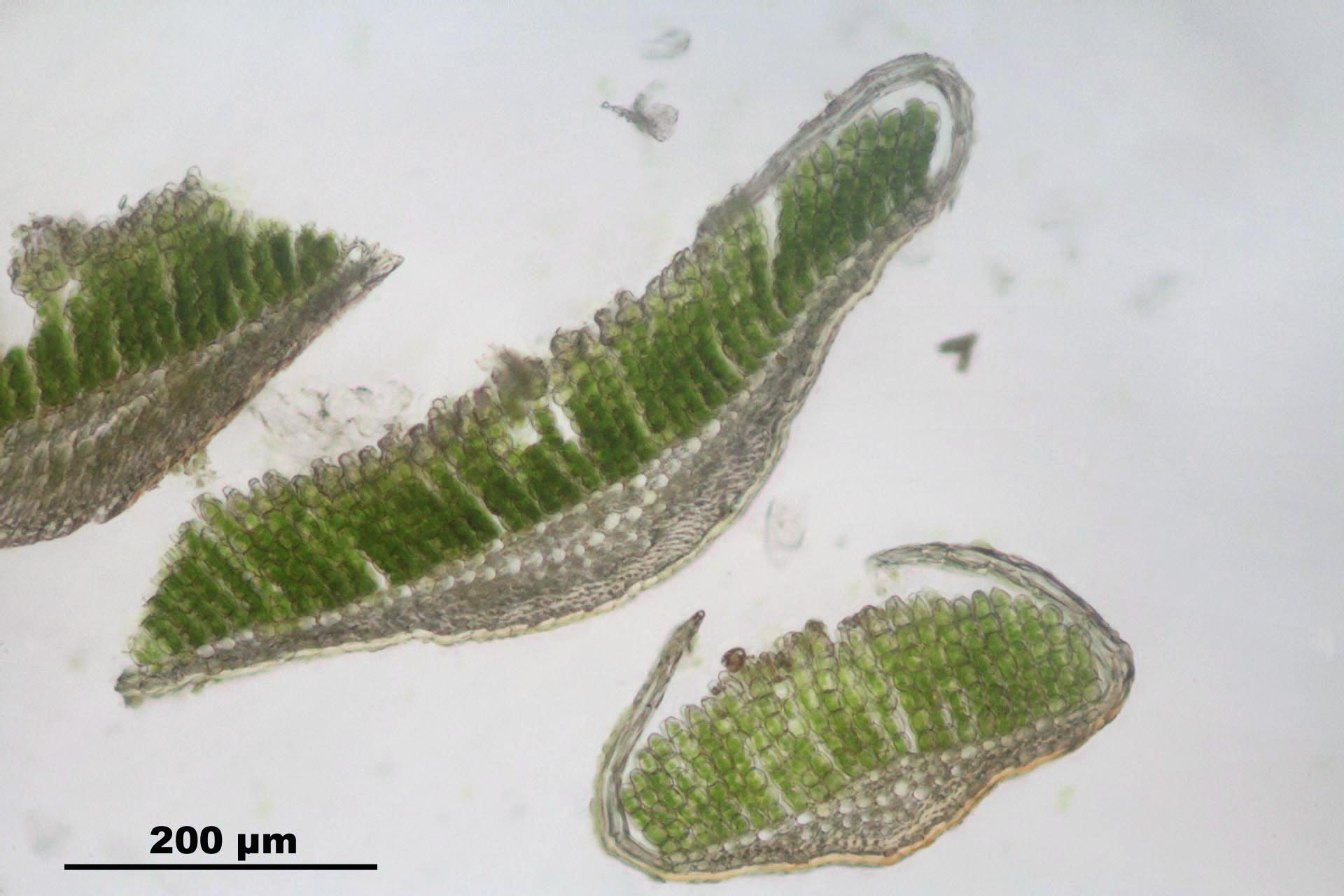
Section transversale de feuilles de Polytrichum juniperinum. On observe la nervure, sur laquelle sont disposées les lamelles. Le limbe, de chaque côté de la nervure est ici rabattu par dessus les lamelles.
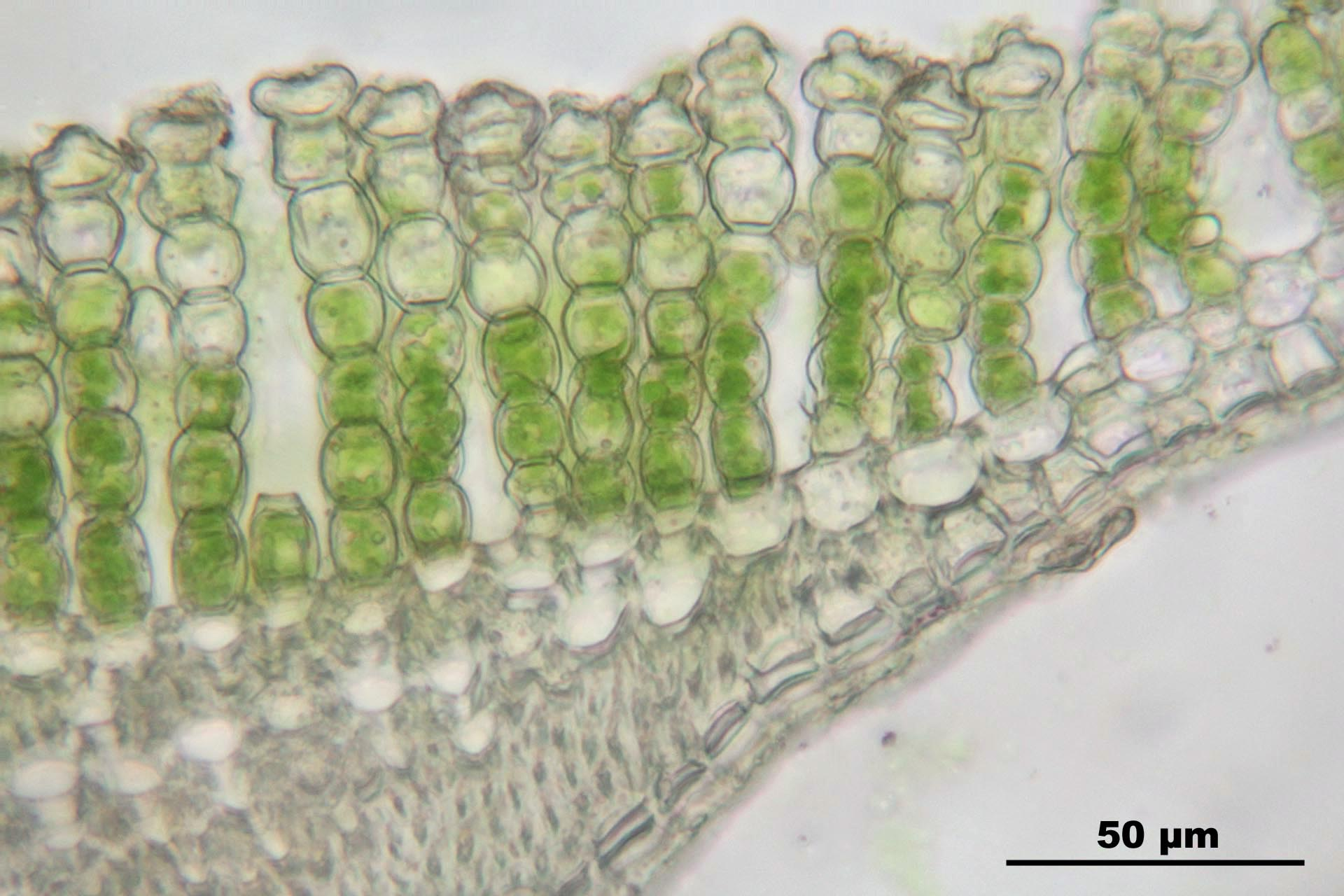
Vue rapprochée d'une coupe transversale d'une feuille de Polytrichum.On observe les rangées de lamelles, et les chloroplastes à l'intérieur des cellules.
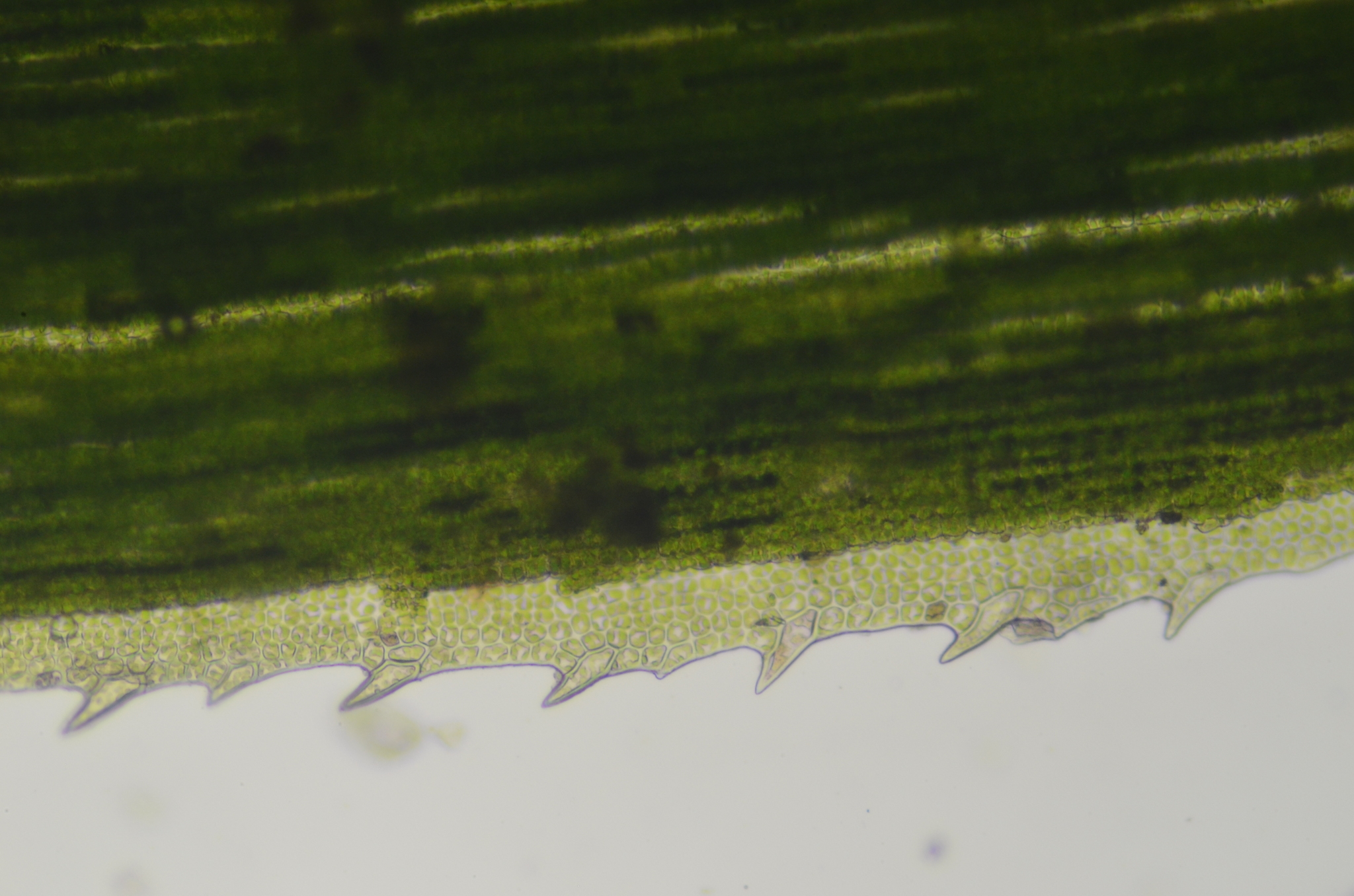
Vue de dessus d'une feuille de Polytrichum formosum. On observe les lamelles opaques disposées en rang, ainsi que le limbe transparent, très réduit et doté de dents.

## Liste des genres
D'après Tropicos :
- Bartramiopsis Kindb. 1894
- Callibryon Zenker & D. Dietr. 1822
- Catharinea Ehrh. ex D. Mohr 1803
- Catharinella (Müll. Hal.) Kindb. 1894
- Dawsonia R. Br. 1811
- Dendroligotrichum (Müll. Hal.) Broth. 1905
- Itatiella G.L. Sm. 1971
- Lyellia R. Br. 1818 [1819]
- Microdendron Broth. 1929
- Notoligotrichum G.L. Sm. 1971
- Polytrichadelphus (Müll. Hal.) Mitt. 1859
- Polytrichastrum G.L. Sm. 1971
- Polytrichum Hedw. 1801
- Pseudatrichum Reimers 1941
- Pseudoracelopus Broth. 1910
- Psilopilum Brid. 1827
- Racelopodopsis Thér. 1907
- Racelopus Dozy & Molk. 1855
- Steereobryon G.L. Sm. 1971
- Alophosia Cardot  1905
- Philocrya I. Hagen & C.E.O. Jensen 1898
- Plagioracelopus G.L. Merr. 1987
- Meiotrichum (G.L. Sm.) G.L. Merr. 1992
- Hebantia G.L. Merr. 1996
- Eopolytrichum Konopka, Herend., G.L. Merr. & P.R. Crane 1997
- Neopogonatum W.X. Xu & R.L. Xiong 1984
- Polytrichites E. Britton 1926
- Atrichites Ignatov & Shcherb. 2011

- Delongia N.E. Bell, Kariyawasam, Hedd. & Hyvönen 2015
- Meantoinea Bippus, Stockey, G.W. Rothwell & Tomescu 2017
- Pogonatum P. Beauv. 1804
- Atrichopsis Cardot 1912
- Atrichum P. Beauv. 1804
- Oligotrichum DC. 1805

## Galerie

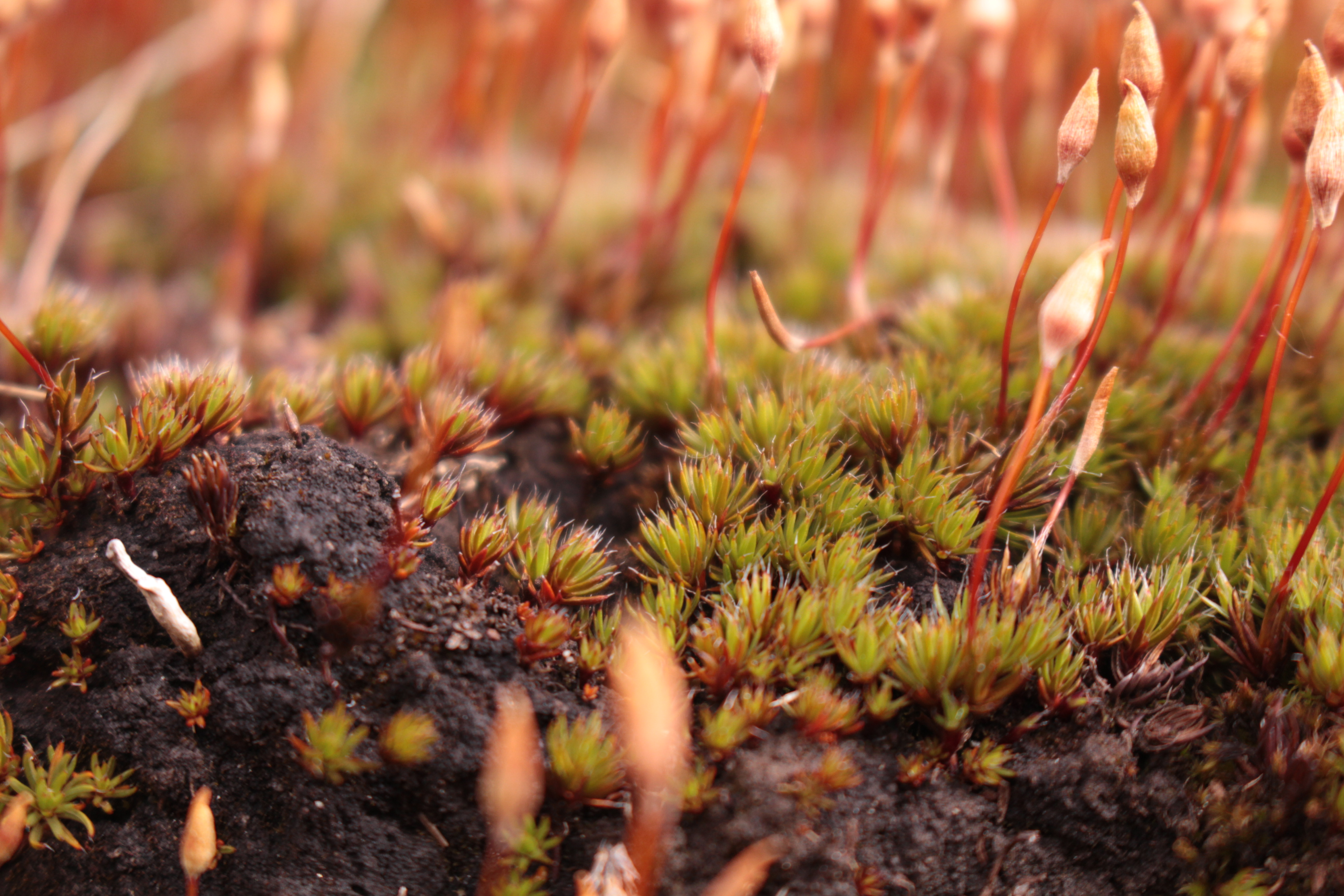
Polytrichum piliferum, espèce de petite taille, ici avec des sporophytes.
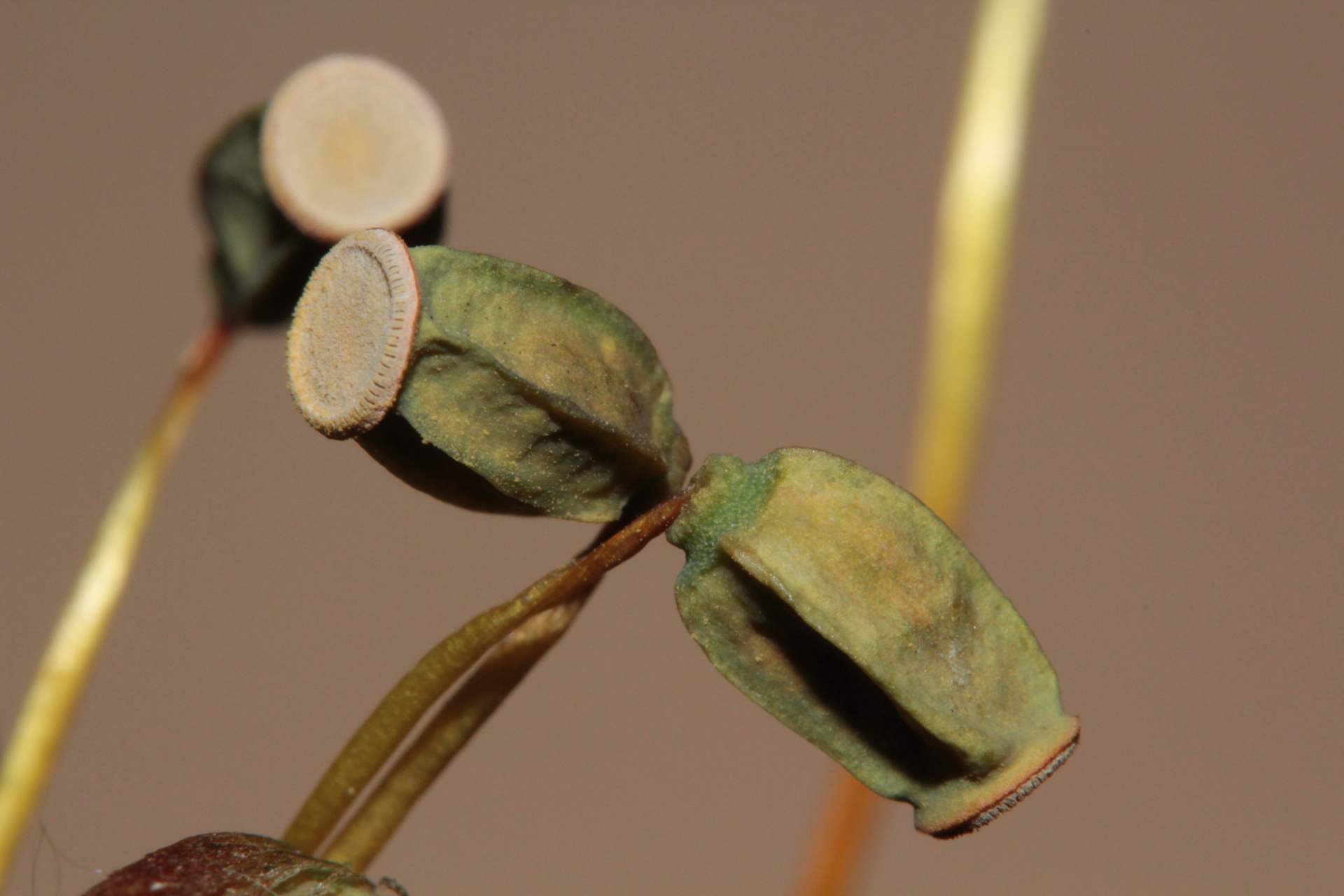
Sporophytes de Polytrichum formosum.
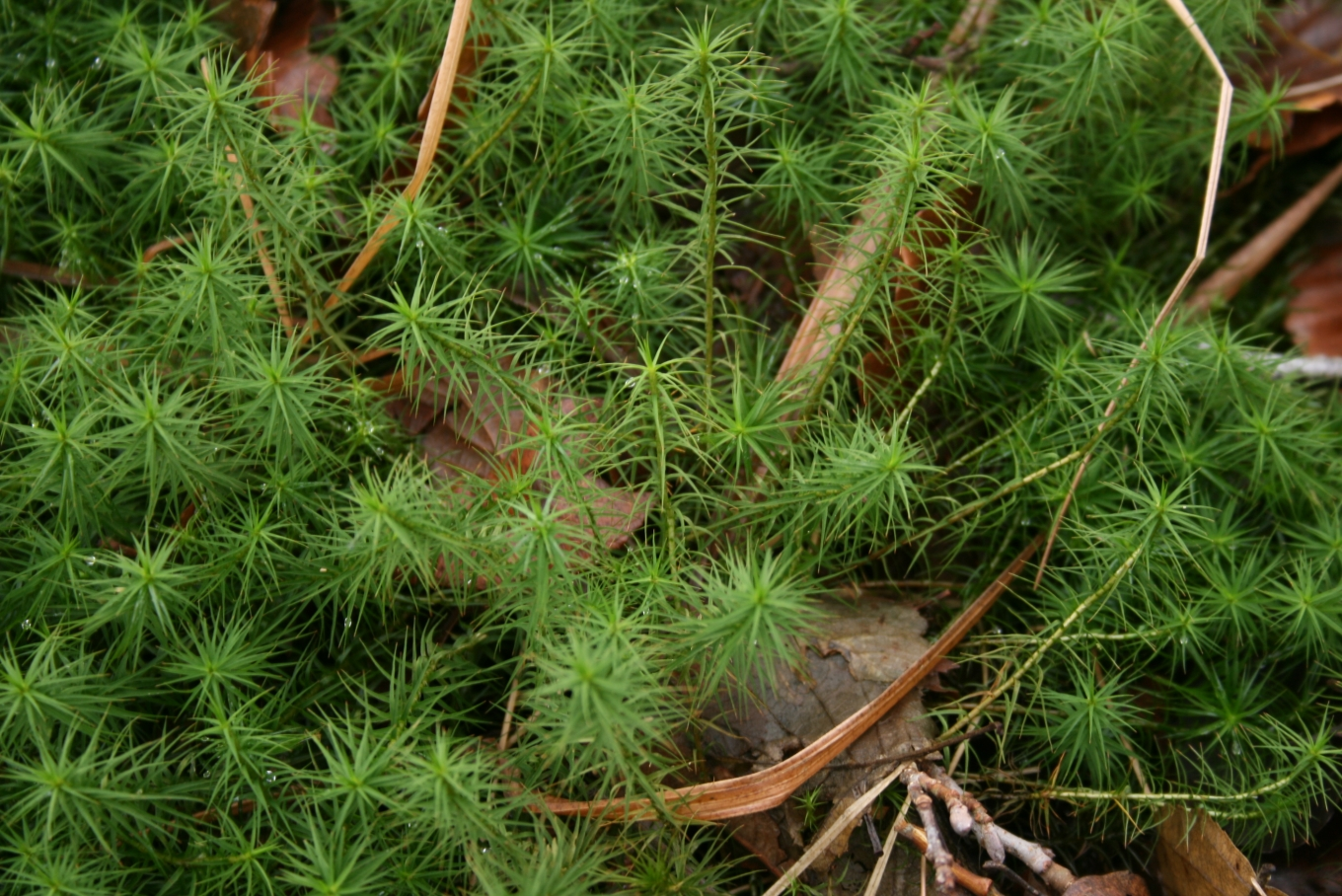
Polytrichum commune, espèce de grande taille, pouvant atteindre 50 cm de haut[7].
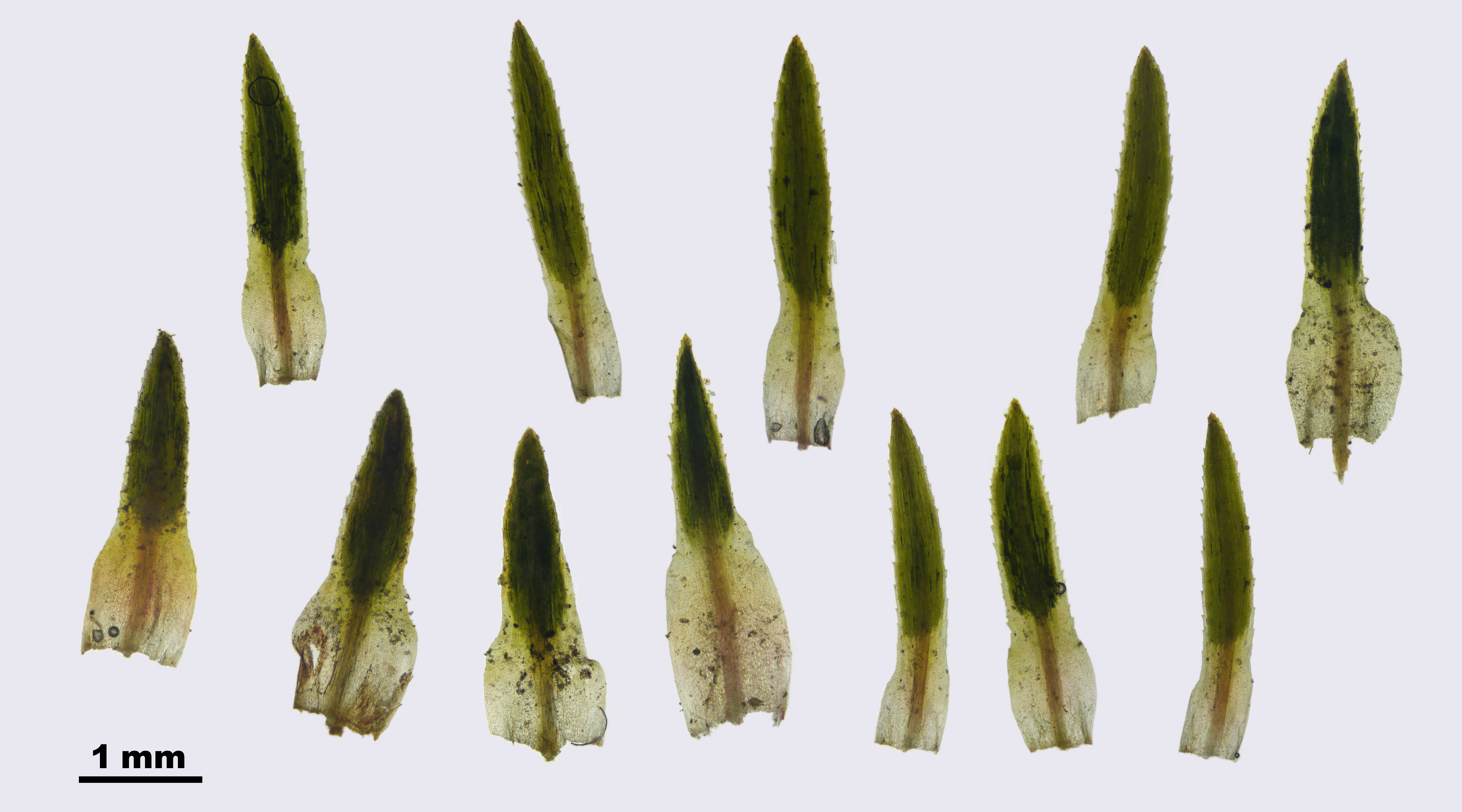
Feuilles de Pogonatum aloides, avec une base hyaline très importante.